# 東ドイツ国鉄243形電気機関車
東ドイツ国鉄243形・212形電気機関車 (ドイツ語:  DR-Baureihen 243 und 212) は、すべての運用形態に合致できる、ドイツ国営鉄道(DR)の汎用電気機関車である。ドイツ鉄道(DB)ではこの機関車は143形ないし112形として導入されている。112形の初期量産車両は114形として改番されている。

## 開発
ソビエト連邦製ディーゼル機関車が東ドイツの全国路線に投入されて10年が経過した1976年以降、原油価格上昇のため、東ドイツの国営鉄道は鉄道路線の電化を推し進めることとなった。東ドイツ唯一の電気機関車製造社であるハンス・バイムラー＝ヘニヒスドルフ機関車・電気機器製作所 (Lokomotivbau Elektronische Werke Hans Beimler Henningsdorf, LEW) 人民公社は、すでに実績を積んだ貨物向け重量級電気機関車250形を基に、より軽く現代的な技術を用いた、旅客列車および中量級貨物列車に適した四軸機関車を開発することを受託した。機械部品・装置はヘニヒスドルフで、電動機関係はドレスデンのVEBザクセン製作所で開発された。

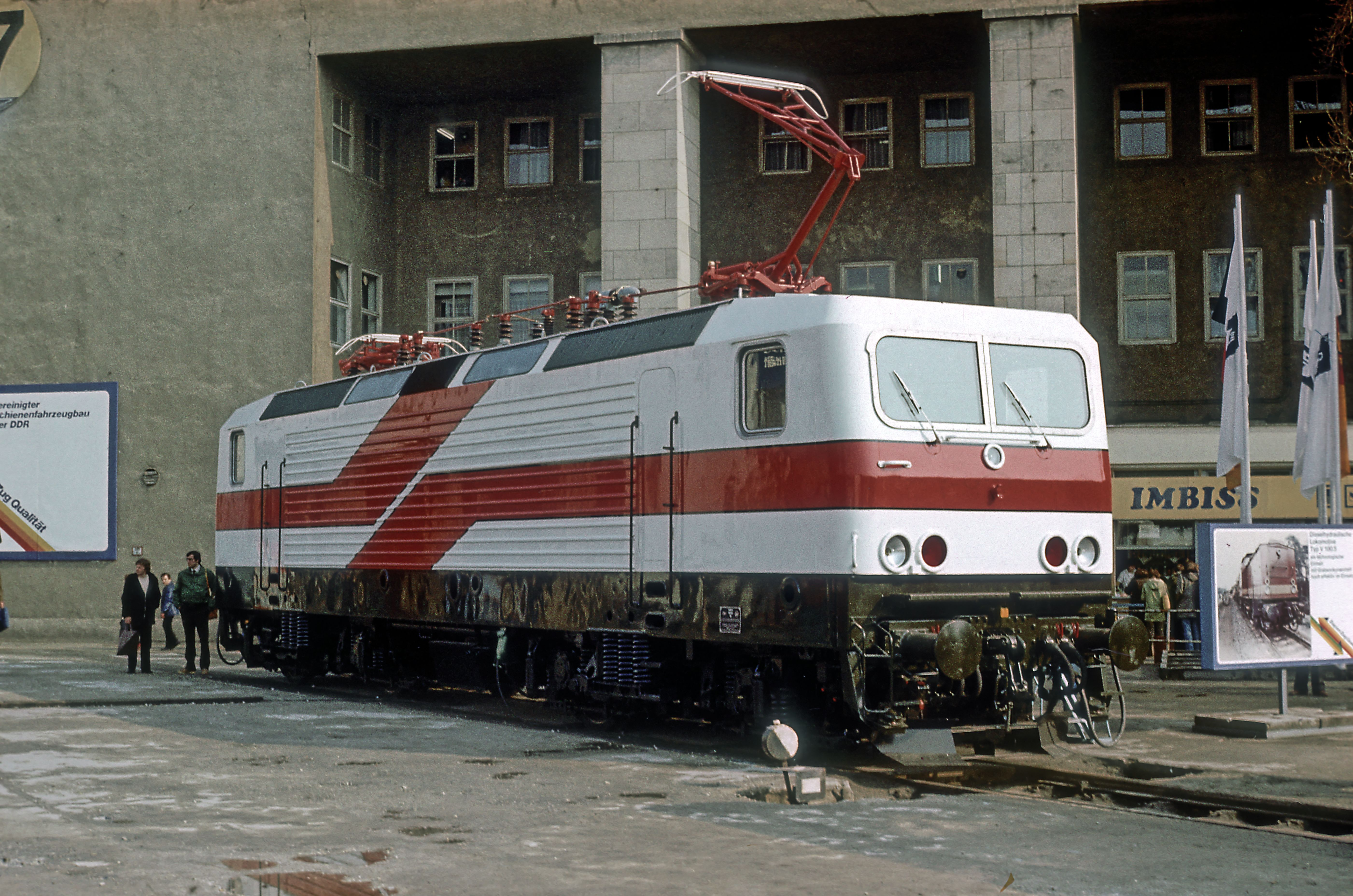
ライプツィヒ見本市に出展された試作車212形001-2号機

ライプツィヒ見本市の1982年春期展示会において、試作車の212形001-2号機が公開された。この車輛は魅力的な外観 (白色塗装に赤帯) が印象的で、訪問客の間では「白い淑女 (Weiße Lady) 」の愛称で呼ばれていた。展示会の後、国鉄のハーレ試験・開発研究所は、設計速度が時速160キロメートルである試作車を時速140キロメートルで試験し始めた。212形001号機はデッサウ改造工場で分解調査を受け、歯車比が変更された後、1983年10月14日に243形001-5号機に改番された。歯車比の変更で牽引力は上昇した一方で、最高速度は120 km/hに下がった。

## 形式と派生

### 東ドイツ国鉄243形

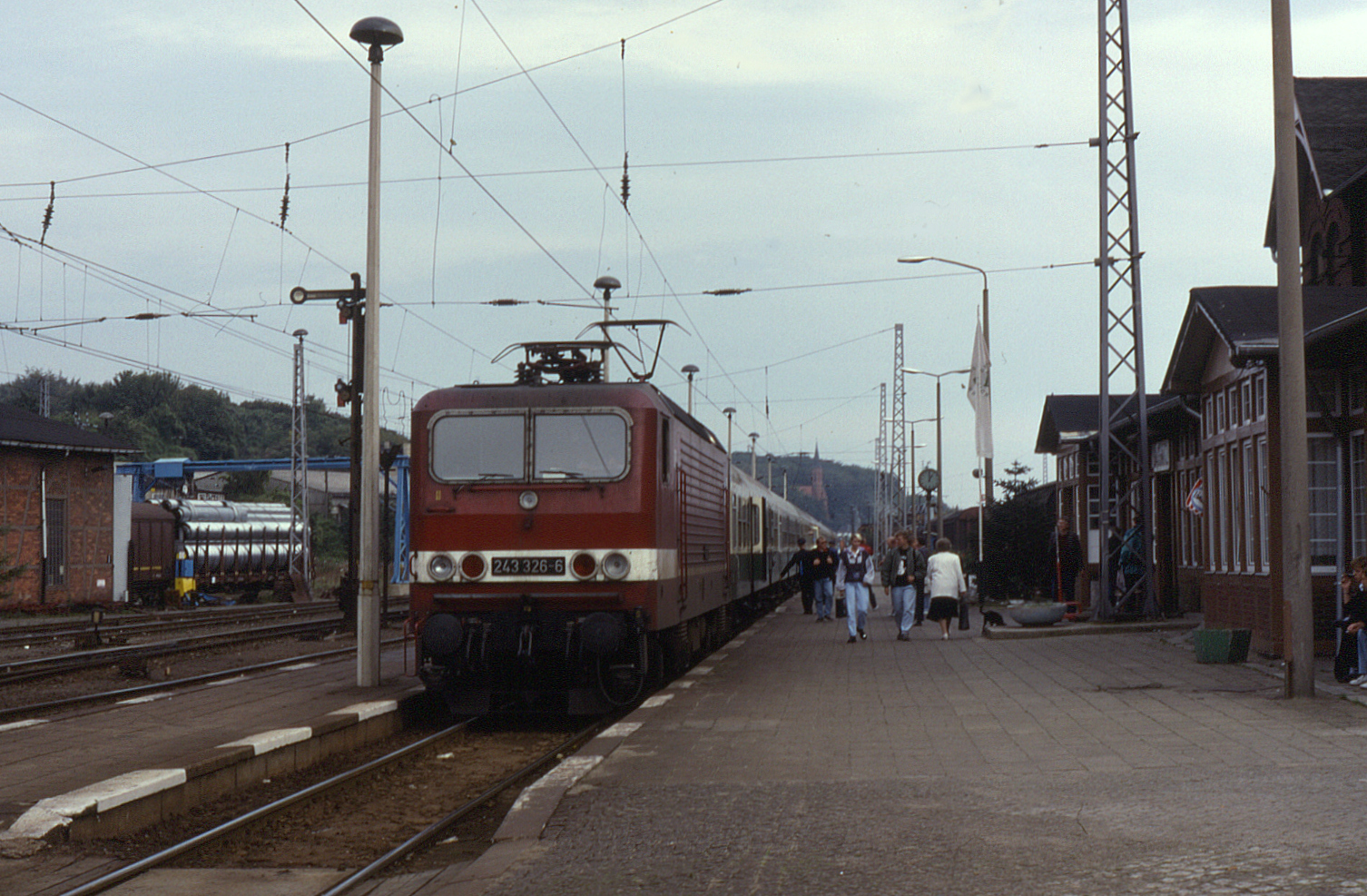
DR時代の塗色を残した243形（ザスニッツ駅、1991年）

1984年時点の東ドイツ鉄道網のうち、ハーレ・ケーテン間の試験区間を除き、120 km/hを上回る速度に対応できる路線は存在しなかった。そこで243形多目的機関車がまず供給された。試作車との外観上の違いは、屋根部の中央に透明な窓があり、その前後に外気取り入れ口が設けられているのに対し、量産車では透明窓が廃止された。同年に最初の20機が納入され、その後は毎年100機前後が製造され、1989年末には500番目の機関車が納入された。
299号機からは機関車の両頭部が空気流動に対して最適に形成されるようになり、空気抵抗によるエネルギー損失が約5 %低下した。112.0形・112.1形も同じくこの両頭部の形態で製作された。
1988年からは800番台の機関車に対して、重連運転を可能とするために、多重制御方式が適用された。その後、1990年12月までに、機関車109両が多重制御方式を装備しない車輛が109機製造され、東ドイツの国鉄が調達した243形は合わせて636機以上に達した。1991年1月2日に最後の生産となる659号機が投入された。
1989年秋の東ドイツの政治的変化とそれに続く東西ドイツの通貨・経済・社会統合の後で東ドイツの貨物運送は急激に衰えて、大部分の243形は留置線に待機することになった。1990年8月には922-2号機がスイス南東鉄道線（SOB）へリースされた。（1995年にドイツ鉄道へ戻り、ドイツ国内運行へ復帰）他の車輛は旧西ドイツ地域で運行できるかどうか確認のため、フライブルクおよびデュッセルドルフへ回送された。

### ドイツ鉄道143形

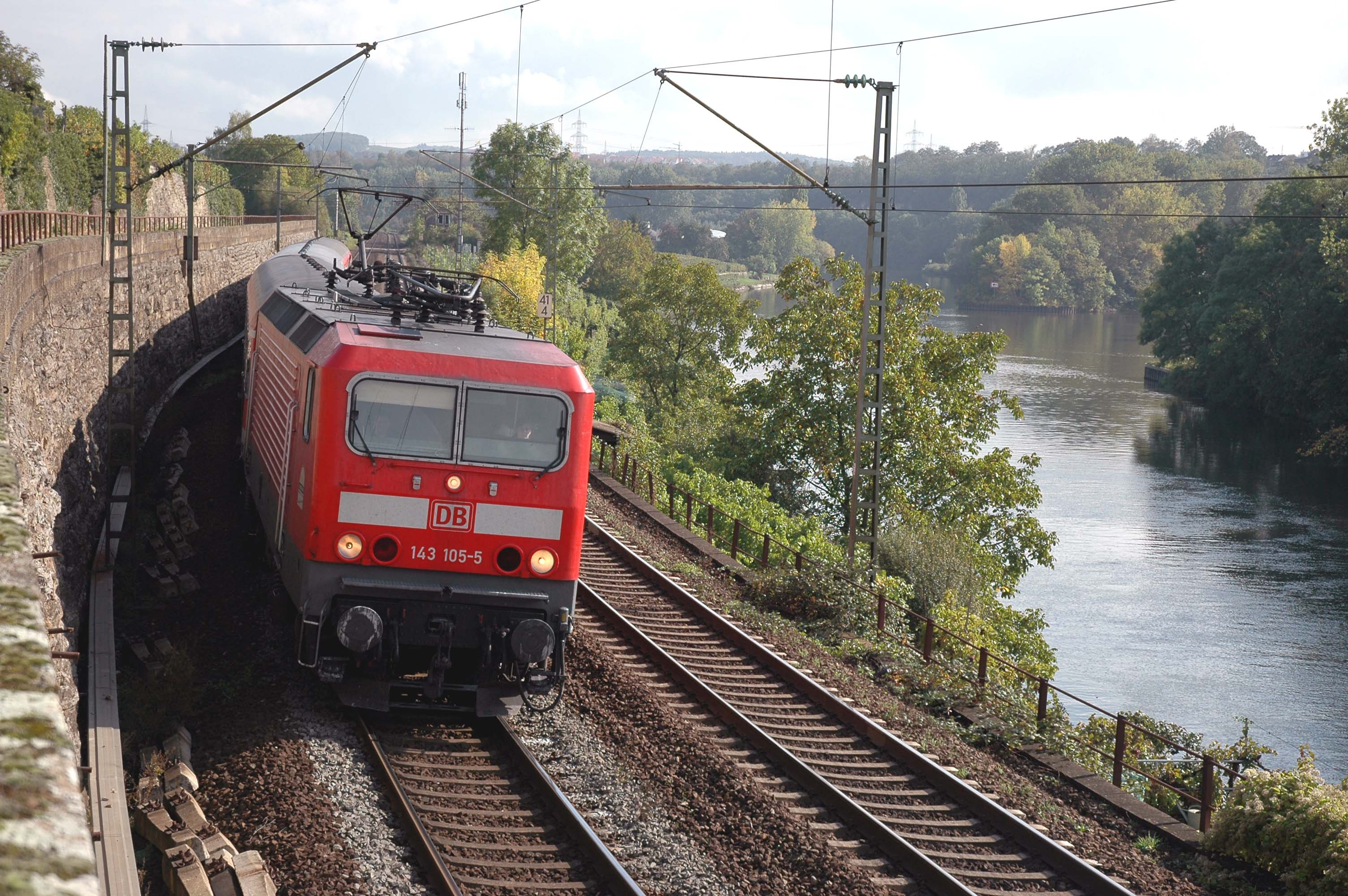
旧西側のラウフェン・アム・ネッカー付近を行く、143形

243形は旧西ドイツ地域でも運行できることを実証できたため、ドイツ再統一以後数年間にわたり、多くの車輛が旧西ドイツ地域へ移された。当初はシュヴァルツヴァルト線、ヘレンタール線、ライン＝ルールSバーン、ドルトムント管轄の貨物列車に投入された。1994年に新生ドイツ鉄道が発足して以降、243形はさらに広範な運行に充てられるようになり、143形として改番されつつ、西ドイツ地域でも数多くの線路に姿を現す存在となった。

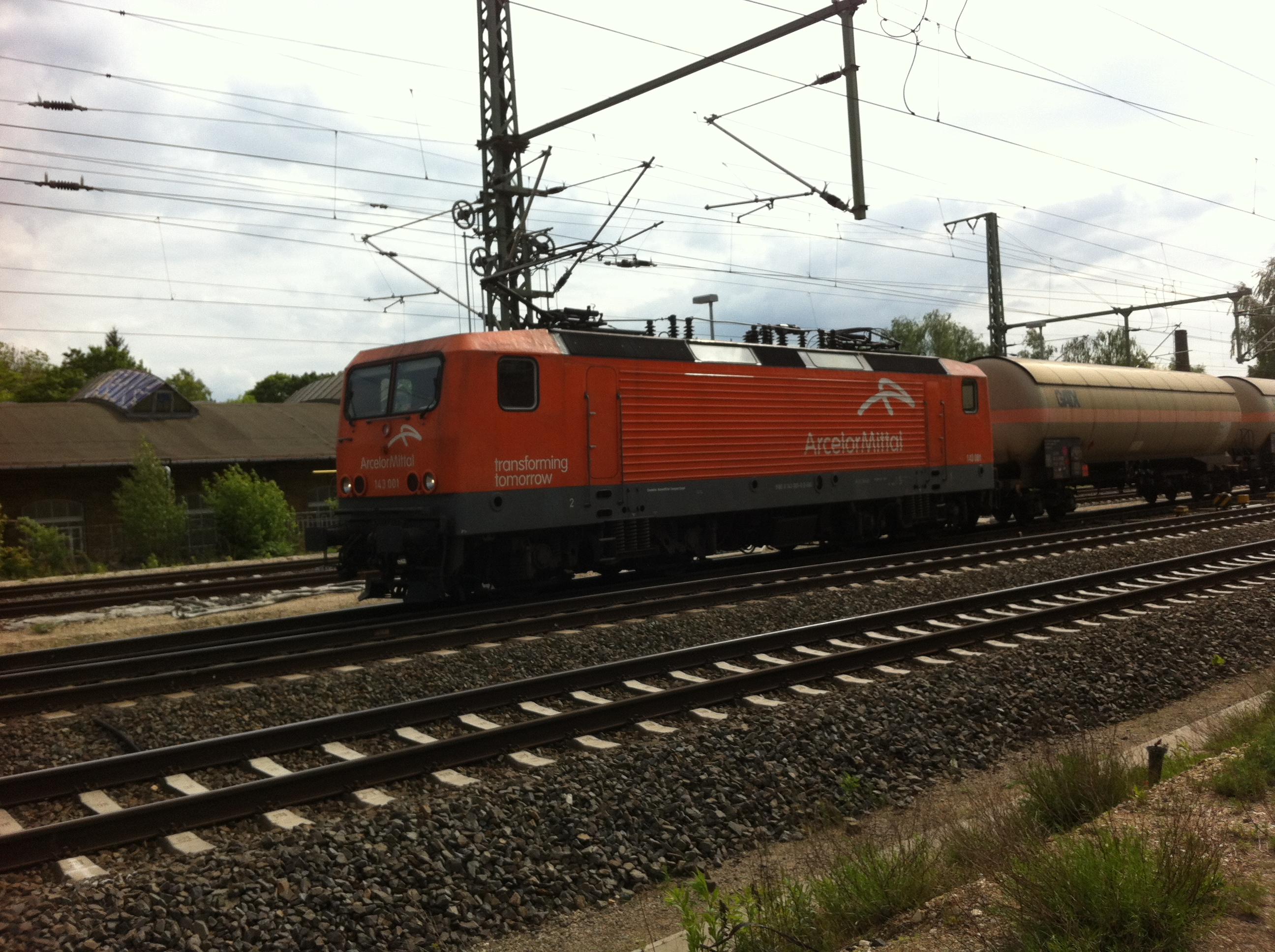
アルセロール・ミッタル塗装の143形

前節にて言及された212形001号機 (のちの143形001号機) は1984年までLEW人民公社の所有で各種の計測や試験に使用された。改番の際にはデッサウ改良工場で量産機に準じるよう改造工事を受けたが、屋根の透明窓はそのまま残されている。同機は2000年にEKOトランス社の所有になって塗色も銀色・赤色へ変更された。その後2008年5月にはアルセロール・ミッタル社の所有となり、塗色もオレンジ一色となった。
143形は近代的な重連制御装置「ZDS」を備え、貨物列車運行で評価されていたが、うち34機はDBレギオからDB子会社であるRBH物流有限会社 (旧ルール石炭株式会社) に売却された。他の10機（号機番号 020、175、179、204、257、310、344、848、851、864）は同じくDB子会社のMEG社へ売却され、新たな型番 MEG601から610を与えられた。うち4機は2016年4月にハーレのDBカーゴのへリースされた。このように、計37機が新たな所有者のもとで運用されることとなった。

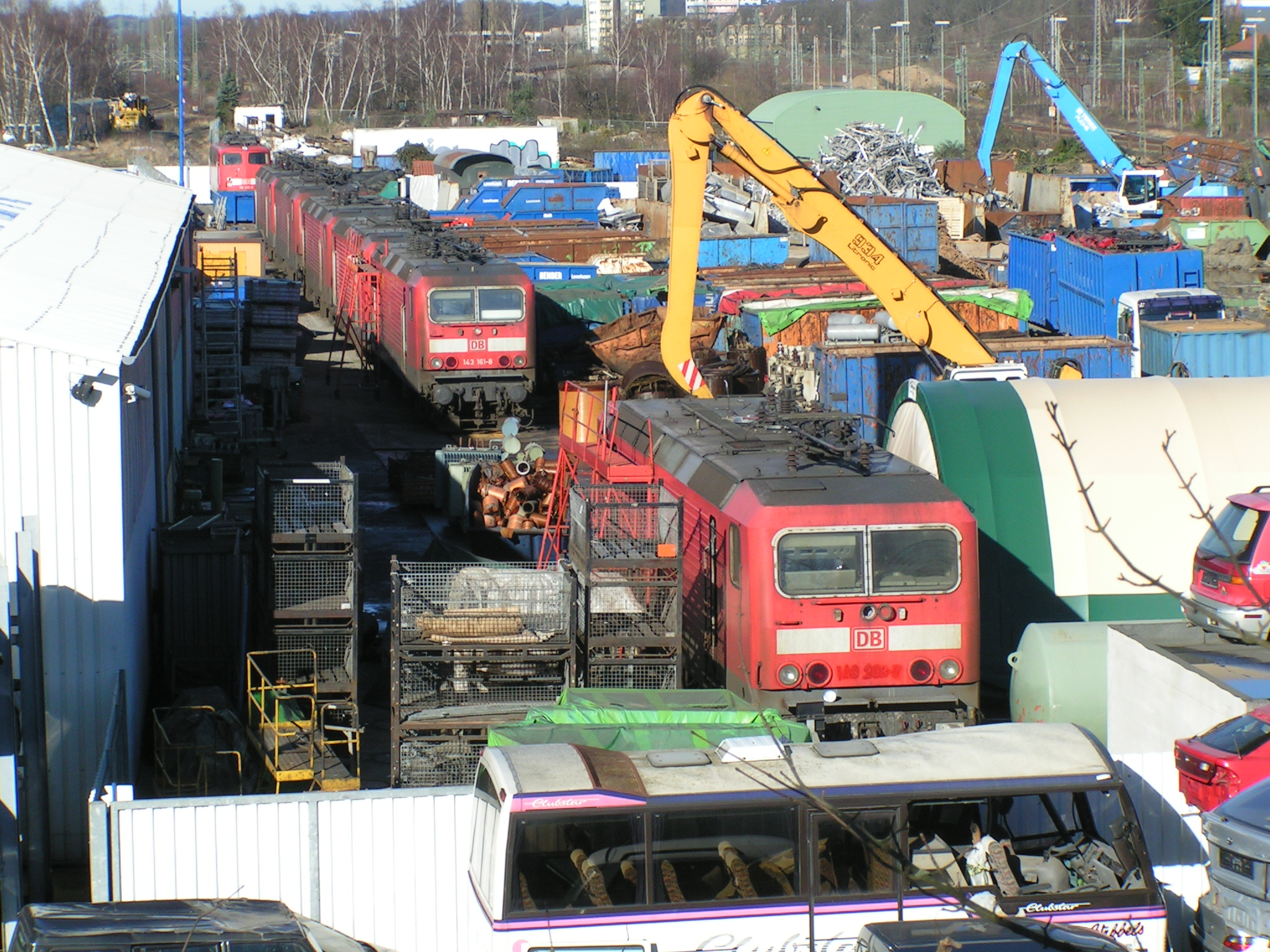
廃車解体される143形

2014年中期までに250機の143形がスクラップとなった。その一因は軽量設計と、衝突時対策の不足であった。軽い衝突であっても機関車構体 (Lokkasten) に座屈現状が起きて、フレームが捻られるほどで、結果として全損・廃車に至ることになる。時速120キロメートルという最高時速はやや低過ぎ、回生ブレーキを未装備である点がネックとなり、車輛の更新時には他の新世代機関車が選ばれることとなった。また一部のスペアパーツも不足気味であった。電子機器の一部は東ヨーロッパで生産され、連続的に近代化された。2016年4月には300機の機関車がすでに廃車され、78機が休止状態だった。
2018年11月時点でDBはなお146機の243形を保有していたが、ドレスデンとニュルンベルクのSバーン、フランクフルト・リンブルク間のタウヌス線、ロストック・コトブス・ベルリンのDBレギオで少数が運行しているのみである。DBカーゴ保有の53機はすべてが休止となった。

### 東ドイツ国鉄212形とドイツ鉄道112形
1991年以後ようやく旧東ドイツの鉄道網は120 km/h以上で改修される事業が始まった。それにもかかわらず、東ドイツ国鉄の場合もっと早い機関車を使う余力はなかった。それで以前212形機関車を160 km/h用で開発した技術経験から、4両の212形機関車がまず002−005号機の固有番号で、35両は112形006−040号機として連続的に製作された。
112.1形はすでにヘニヒスドルフの事業場を再び引き受けたAEG社に東ドイツ国鉄と西ドイツ国鉄の両社から注文された。それでこの機関車はドイツ再統一のシムボールとなって、112形の製作でヘニヒスドルフ製作所は労働政策の側面で結果的に支援されていた。112.1形には分離された前照灯と尾灯の代わりにもっと小さい電灯が設置されて、前照灯・尾灯の機能は統合されている。LZBの信号保安装置はこの機関車に最初から設置された。
2001年初から90両の112形はシュリンガー緩衝器の固定台で発生した亀裂の原因で高級列車用で使用できなくなった。許容速度は140 km/hに格下げになって、全てのシュリンガー緩衝器は検査された。それから緩衝器の品質調査は定期的な整備管理の範囲で規律された。2001年1月末から最高速度160 km/hの機関車は再び使用された。
112形電気機関車は、その欠陥の解決以後、インターレギオにだけではなくインターシティにも及ぶことになった。インターレギオ列車の廃止と快速列車客車の140 km/h及び160 km/h用の改良を通じて112形はこの頃から快速列車に登場している。DB長距離列車 (DB Fernverkehr) は2004年1月1日付に自社所有の112.1形を全部DBレギオに引き渡した。

### ドイツ鉄道114.0形
2000年4月1日付きで38両の112.0形機関車は112.1形と違ってDBレギオに属したため、114形に改番された。これで既存の112.0形と112.1形を混同する恐れを避けることができた。112.1形はDBレギオの所属となった時にも、114形の車両番号は元に戻らなかった。

### ドイツ鉄道114.1形と114.3形
143形機関車にとっては、120 km/hの制限速度は長い走行距離の場合障害となることが判明した。その関係で2006年110形機関車の廃車を目指し、143形を速度向上の方法で改造する計画が決定された。
143形171号機はまず114形101号機として改造され、その160 km/hの運行が許可された。改造過程で古い集電装置は、電車線摩耗の検出機能のあるSSS87形の新モデルに置き換えられた。
二番目に143形120号機は114形301号機に速度140 km/h走行用で改造された。この場合、歯車比の変更及び緩衝器の追加なしで済ますことが可能だった。改造された両号機は試運転だけではなく定期運行の実剣でもマグデブルクから投入された。トリアーでは140 km/h走行用で改造された114.3形機関車がいくつかそれぞれにあるが、もとの143形機関車として運用され、走行速度は120 km/hに制限されている。

### ドイツ鉄道755形
中央機械技術試験所（Zentralstelle Maschinentechnik, 旧ハレ試験・開発研究所）では既存のE18形電気機関車より早い試作車が必要だった。その関係で1992年中期112形025号機はあとで755形025号機に改番された。現在この機関車は114形501号機となっている。

## 車体と主要機器
機関車には二つの二軸ボギー台車が装着されている。軌道上の小さな異物を除去する為に両前部に排障器 (Schienenräumer) が固定されている。車軸ユニットは連珠形リンク (Lemniskate Link) を介して台車枠に取り付けられ、軸の両端を支える軸受けにはコイルばね各二本が付き、一次ばねを構成する。軸受けはローラーベアリングである。機関車構体 (Lokkasten) は台車ごとにフレクシコイルばね・ダンパユニット六本により支持されて、ピボットピンは縦方向と横方向に軸受けで弾性的に連結されている。機関車は車体フレームと屋根フードで構成され、両端に運転台を持つ。機関車構体は溶接によるモノコック構造で、外観の特徴は両側壁に盛り上がった水平リブ (Längssicken) である。駆動モーター、制動抵抗器 (Bremswiderstand) 、サイリスタ、主変圧器など冷却が必要な機器は、屋根に設けられた専用の取り入れ口から導入される外気によって冷却される。
全ての軸には固有の駆動モーターが付いている。動力伝達は東ドイツ国鉄では普遍的なクイル式駆動方式を通じて両側で起きる。143形と112・114形は歯車比及びフレームと台車の間に追加されたシュリンガー緩衝器の有無で区分される。モーターは155形機関車のモーターを改良したもので、アダプター (Adapter) を用いれば互換性があったが、結局モーターの共用は実現していない。主変圧器は電気機関車で普遍的な、油冷却方式の三鉄心変圧器 (Dreischenkel-Trafo) である。駆動モーター (単相整流子電動機) は高電圧側の電圧調整により、30段のシフトレーバーで制御される。サイリサタを通じた速度切換によって、無段階のノッチ変更 (Überschalten) 及び出力の設定 (Leistungsstellung) が可能になる。機関士の制御設定と機器の状態情報は複合的な制御盤の中で、高しきい値制御 (low-speed-logic) 回路で実行され、互いに動作する。
機関士が走行速度と最大牽引力を指定することで、実際の運転制御は半自動的に行われることを標準とする。電子制御によって制御器への指令と電気ブレーキが調整されて設定速度が得られ、電動機電圧・電流、架線電圧、過剰電流、回転軸の加速偏差 (Schleuderneigung) に起因する主軸回転数の差異が常に自動監視される。複雑な線形の路線を運行している際に、設定速度に達した後で、加速と制動を頻繁に繰り返してマスター・コントローラーを磨耗させることを防ぐ為に、機関士は四つの特別プログラムをトグルスイッチとプッシュボタン (Kipp-/Drucktaster) で選択できる。そのプログラムは「力行のみ (Nur Fahren、設定速度に達した後も電気ブレーキを切ったままとする) 」、「制動のみ (Nur Bremsen、設定速度を上回ると電気ブレーキで自動減速) 」、「自由空走(Freier Auslauf、制御器を中立とする) 」、「条件付き空走 (Bedingter Auslauf、設定速度に達すると制御器を中立とする) 」である。これらの特別プログラムは「特別プログラム消去」のトグルスイッチを操作するか、新しい速度を設定すると無効化される。非常時には通常の制御器以外に、力行・中立・制動だけを切り換える制御器（補助制御器）を使うことができる。プッシュプル運行の際には、通常の制御器に加えて、しばしばこの補助制御器が用いられる。766系の制御客車はプッシュプル運行の為に、定められた最大牽引力を得るための設定を制御するが、速度自体は制御されない。760系の二階建て制御客車をプッシュプル運行する場合にのみ、完全な速度制御が有効である。
制動システムは間接的な空気ブレーキ、直接的な補助ブレーキ (Druckluftergänzungsbremse) 及び自動電気抵抗ブレーキで構成する。操車場での入り換えや停車の際に使うために、直動式の補助ブレーキ (Zusatzbremse) が装備されている。機関車がブレーキレバーを操作して減速する時には、通常用の間接的な空気ブレーキが動作する。ブレーキ系統の空気圧が設定値に達すると、電気ブレーキに切り替えるように制御され、空気ブレーキの機械的な摩耗を抑制する。もし電気ブレーキの効果が不充分だと検知されたら、設定値との差を補うように空気ブレーキが作動する。制動時、4機の駆動モーターすべてから発生する電気エネルギーは熱に転換され、排気口から放出される。その制御はサイリスタ・セミブリッジ回路 (Thyristor-Halfbrückensschaltung) を通じて行われる。電気ブレーキは架線の状態に応じて動作するため、主制御器 (Hauptschaltung) が低電圧のため停止したような場合には、電気ブレーキは動作しない。
屋根にはZ字形のシングルアーム集電装置、屋根絶縁体 (Dachtrenner) 、主配電器、列車無線用アンテナが設置されている。
人間工学的に構成され、機械室から独立した運転台には、当時の東ドイツとしては画期的であったエアコンが利用可能であった。